# Małgorzata Waszak-Klepka
Małgorzata Waszak-Klepka z domu Augustiańska (ur. 22 lutego 1957 w Ślesinie) – polska samorządowiec i geodeta, w latach 2011–2014 starosta koniński, w latach 2019–2024 przewodnicząca Sejmiku Województwa Wielkopolskiego VI kadencji.

## Życiorys
Absolwentka studiów z geodezji i kartografii na Politechnice Warszawskiej. Pracowała w wyuczonym zawodzie, była kierowniczką referatu w lokalnej administracji. W 2015 została geodetą powiatowym i kierownikiem Powiatowego Ośrodka Dokumentacji Geodezyjnej i Kartograficznej w Poznaniu.
W 2002 wybrano ją na radną miejską w Koninie z ramienia lokalnego komitetu. W 2006 i 2010 uzyskiwała reelekcję z listy Platformy Obywatelskiej, do której wstąpiła. Faktycznie nie obejmowała jednak mandatu radnej. Od 2006 do 2011 pozostawała zastępcą starosty, a od 2011 do 2014 starostą powiatu konińskiego. W 2006 ubiegała się również o prezydenturę Konina (w drugiej turze uzyskała 43,96% głosów, przegrywając z Kazimierzem Pałaszem). W 2014 wystartowała w wyborach do Parlamentu Europejskiego (zdobyła 8483 głosy). W tym samym roku ponownie kandydowała w wyborach na prezydenta Konina (przegrała w drugiej turze z Józefem Nowickim, uzyskując 47,76% głosów). W 2014 i 2018 uzyskiwała mandat radnej Sejmiku Województwa Wielkopolskiego, od 2018 była jego wiceprzewodniczącą. 25 listopada 2019 została wybrana na przewodniczącą tego gremium. Pełniła tę funkcję do końca kadencji w 2024.
W 2020 zawarła związek małżeński z Pawłem Leszkiem Klepką, prezesem Unii Wielkopolan i klubu koszykówki kobiet AZS Poznań.